# Денисов, Алексей Александрович
Алексей Александрович Дени́сов (1907—1976) — советский лётчик истребительной авиации ВВС ВМФ, участник советско-финской и Великой Отечественной войн, Герой Советского Союза (21.04.1940). Майор (20.11.1939).

## Биография
Алексей Денисов родился 18 сентября (1 октября) 1907 года в селе Петровка (ныне — Дубёнский район Мордовии) в крестьянской семье. Получил начальное образование. Проживал в Москве.
В октябре 1929 года был призван на службу в Рабоче-крестьянскую Красную Армию на срочную службу. Служил красноармейцем 15-го отдельного местного стрелкового батальона при Главном артиллерийском полигоне (станция Ржевка, ныне в черте Санкт-Петербурга) до октября 1930 года, когда подал рапорт о направлении на учёбу. В 1933 году он окончил Ленинградскую пехотную Краснознамённую школу имени тов. Склянского и примерно полгода служил в ней командиром учебного взвода. С 1932 года был членом ВКП(б). В декабре 1933 года переведён в авиацию. В 1934 году окончил 2-ю Военную школу лётчиков имени Осоавиахима в Борисоглебске. Служил пилотом и командиром звена в 3-й истребительной авиационной эскадрилье ВВС Балтийского флота.
С декабря 1937 года лейтенант А. А. Денисов принимал участие в Гражданской войне в Испании, на самолёте «И-16» совершил 10 боевых вылетов с боевым налётом свыше 40 часов, принял участие в десяти воздушных боях. В бою 21 февраля 1938 года был тяжело ранен, выпрыгнул с парашютом и после лечения в госпитале 24 апреля 1938 года был отправлен на родину. По некоторым публикациям, сбил 1 самолёт лично, по другим — побед в Испании не имел.
С июля 1938 года в ВВС Балтийского флота командовал авиационной эскадрильей в 61 истребительной авиабригаде ВВС КБФ.
Участвовал в советско-финской войне 1939—1940 годов, будучи командиром 12-й отдельной истребительной эскадрильи 61-й авиационной бригады Военно-воздушных сил Балтийского флота. Совершил 25 боевых вылетов на уничтожение финских аэродромов, батарей противовоздушной обороны и других важных объектов. В воздушных боях лётчики эскадрильи Денисова сбили 9 финских самолётов.
Указом Президиума Верховного Совета СССР от 21 апреля 1940 года за «образцовое выполнение боевых заданий командования на фронте борьбы с белофиннами и проявленные при этом отвагу и геройство» майор Алексей Денисов был удостоен звания Героя Советского Союза с вручением ордена Ленина и медали «Золотая Звезда» за номером 481.
С 1940 года учился на Высших курсах усовершенствования начсостава ВВС и ПВО ВМФ (Новый Петергоф), откуда был досрочно выпущен сразу после начала войны в конце июня 1941 года. Ещё около месяца осваивал новые самолёты в учебной части под Москвой.
С августа 1941 года — участник Великой Отечественной войны, по январь 1942 года – воевал командиром 13-й отдельной истребительной авиационной эскадрильи ВВС Балтийского флота. Участвовал в обороне Ленинграда. Был ранен в воздушном бою.
В марте 1942 года был переведён в состав Военно-воздушных сил Тихоокеанского флота, командовал 12-м истребительным авиационным полком (Владивосток).
Затем Денисова вернули на фронт и с октября по декабрь 1942 года он вновь воевал в ВВС КБФ в должности командира истребительной авиаэскадрильи 71-го истребительного авиационного полка ВВС ВМФ. Участвовал в обороне Ленинграда. Совершил несколько боевых вылетов на истребителях И-153 и И-16, в воздушных боях лично сбил 1 самолёт противника.
Однако затем случилось какое-то преступление или дисциплинарный проступок (подробности неизвестны), за который 21 декабря 1942 года А. А. Денисов был разжалован в рядовые и направлен в штрафной взвод сроком на 3 месяца. Воевал в составе 587-го отдельного штрафного взвода Балтийского флота на Ораниенбаумском плацдарме (Ленинградский фронт). 26 марта 1943 года за проявленную смелость при выполнении заданий командования во время боевых действий и хорошее руководство группой прикрытия при захвате контрольного пленного, освобождён от дальнейшего пребывания в штрафном взводе, восстановлен в прежних правах и направлен в распоряжение Военного Совета Балтийского флота.
С июля 1943 – офицер по истребительной авиации штаба дивизии Войск ПВО Балтийского флота. Участвовал в Ленинградско-Новгородской и Выборгской наступательных операциях. Осуществлял организацию и отработку взаимодействия истребительной авиации с зенитной артиллерией, наведение истребителей на самолёты противника.
С августа 1945 – начальник 730-й группы наведения истребительной авиации ВВС Балтийского флота. С марта 1946 года майор А. А. Денисов – в запасе.
Проживал в Москве, был членом военно-научного общества при Центральном Доме Советской Армии. Скончался 14 апреля 1976 года, похоронен на Преображенском кладбище Москвы.
Был награждён орденами Ленина (21.04.1940), Красного Знамени (14.11.1938), Отечественной войны 1-й степени (15.08.1945), Красной Звезды (3.11.1944), рядом медалей.
В Петровке находится музей А. А. Денисова. В его честь названа улица в Дубёнках.